# 山路典子
山路 典子（やまじ のりこ、1970年9月17日 - ）は、兵庫県出身の女子ソフトボール選手（捕手）・指導者。元太陽誘電ソルフィーユ監督。2000年シドニーオリンピック銀メダリスト、2004年アテネオリンピック銅メダリスト。

## 経歴
日本リーグ1部の太陽誘電で1989年から2010年まで選手としてプレー。その間、多くのシーズンで監督兼任・コーチ兼任などを経験した。2011年以降は監督専任。
日本代表選手としても、オリンピック（1996年・2000年・2004年）や世界選手権（1994年・1998年・2002年）といった主要国際大会に数多く出場。
2022年7月に台湾の台北で開催された世界野球ソフトボール連盟（WBSC）総会において、現役選手時代の活躍が評価され、選手部門における国際ソフトボール殿堂入りを果たした。
2024年シーズン終了をもって太陽誘電ソルフィーユの監督を退任。2025年、同チームのGMに就任。